# Leopoldo Nobili

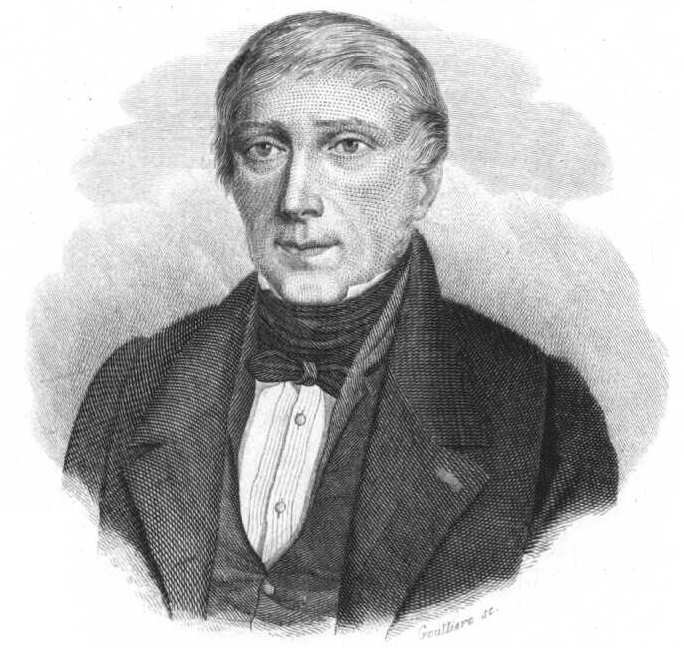
Leopoldo Nobili

Leopoldo Nobili (Trassilico, 1784 – Florence, 1835) was een Italiaans natuurwetenschapper die onderzoek deed naar elektrochemie en thermo-elektriciteit. Hij vond de thermozuil uit om stralingswarmte te meten en een astatische galvanometer.

## Levensloop
Na het doorlopen van de militaire academie in Modena werd hij officier bij de artillerie. In zijn diensttijd nam hij deel aan Napoleons invasie van Rusland en werd hiervoor gedecoreerd met het Franse Legioen van Eer.
De eerste astatische galvanometer werd door Nobili in mei 1825 gepresenteerd aan de Italiaanse Sociëteit van Wetenschap te Modena, waarmee veel nauwkeurige metingen verricht konden worden. In 1826 verkrijgt Nobili interferentie kleuren op metalen oppervlakken door elektrochemische oxidatie. Een verschijnsel dat ook wel bekendstaat als de "Ringen van Nobili".
In 1832 werd hij professor natuurkunde bij het Museo di Fisica e Storia Naturale in Florence, de oude verblijfplaats van de Accedemia del Cimento. Hier werkte hij met Vincenzo Antinori op het gebied van elektromagnetische inductie, recent ontdekt door de Brit Michael Faraday.

## Prestaties

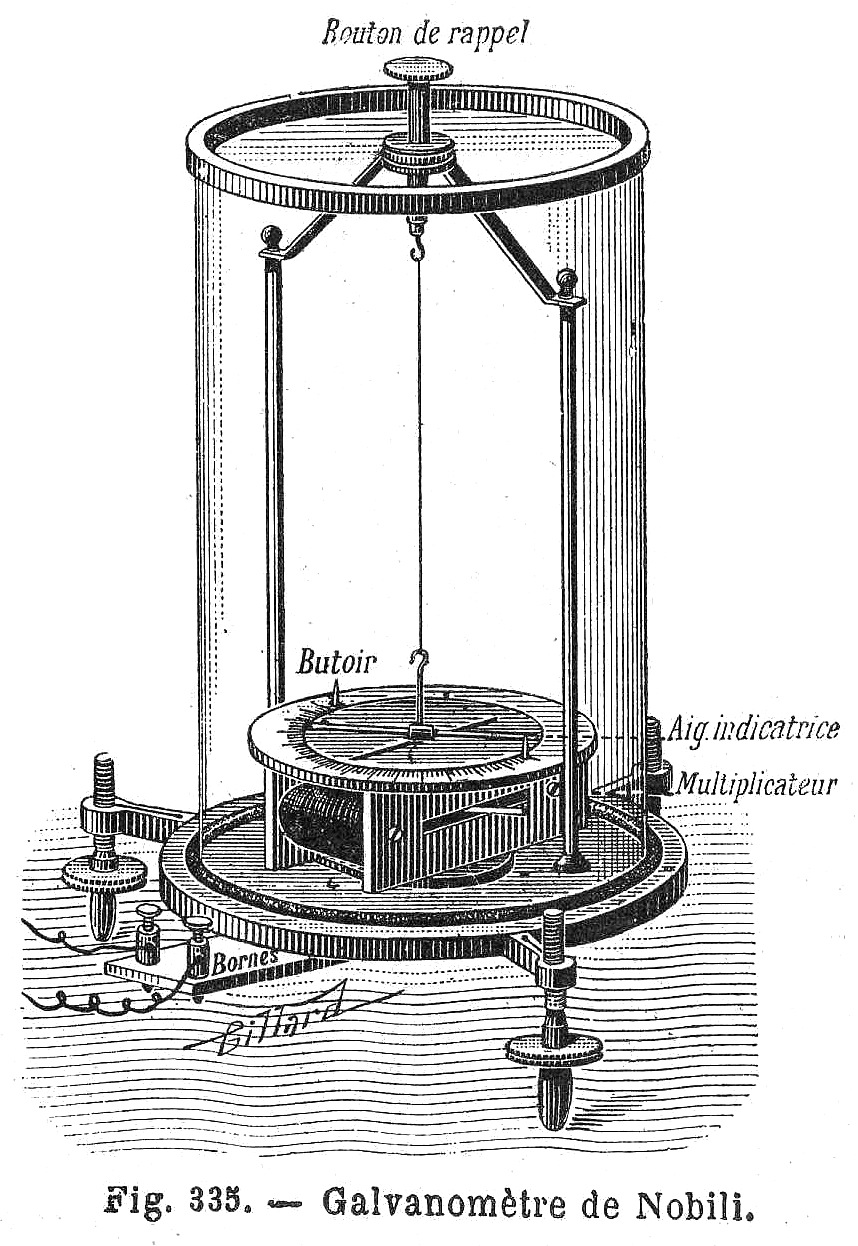
Nobili's galvanometer

Zijn belangrijkste bijdragen aan de wetenschap was om de galvanometer met twee magneetnaalden uit te voeren, de astatische galvanometer. De eerste galvanometers bestonden uit een enkele magneetnaald die langs een stroomvoerende draad werd geplaatst. De uitslag van de naald werd hierdoor niet alleen beïnvloed door de stroomsterkte maar ook door het aardmagnetisch veld. Dit zorgde uiteraard voor een meetfout.
De astatische galvanometer bestaat uit twee volkomen gelijke magneetnaalden die evenwijdig maar tegengesteld gericht zijn. Hierdoor wordt de invloed van het aardse magneetveld bijna geheel opgeven. De uitslag wordt alleen nog beïnvloed door de stroom door de draad die slechts om één magneetnaald is aangebracht.
Samen met zijn landgenoot Macedonio Melloni ontwikkelde Nobili de thermomultiplicator, een combinatie van een thermozuil en een galvanometer. Deze thermomultiplicator of elektrische thermoscoop bleek een onmisbaar instrument te zijn bij de bestudering van stralingswarmte.
In 1829 schreef hij Description d'un thermo-multiplicateur, met zijn werk betreffende thermozuilen en galvanometers, welke gepubliceerd werd in het journaal Bibliothèque Universelle des Sciences, Belles-Lettres et Arts (1830).
- Bibsys: 2024700
- Bibliothèque nationale de France: cb12043895q (data)
- Gemeinsame Normdatei: 117586153
- International Standard Name Identifier: 0000 0001 0855 1024
- Library of Congress Control Number: n85256170
- Nationale Bibliotheek van Israël: 987007276199505171
- Nederlandse Thesaurus van Auteursnamen: 146164237
- Réseau des bibliothèques de Suisse occidentale: 02-A024091971
- Istituto Centrale per il Catalogo Unico: LIAV154040
- SNAC: w6rw0jxb
- Système universitaire de documentation: 133841499
- Virtual International Authority File: 10627289
- WorldCat: E39PBJg8F3qt8h9mDTcJjDdmh3